# Alon Yogev
Alon Yogev (en hébreu : אלון יוגב), né le 7 mai 1999 à Tel Aviv-Jaffa, est un coureur cycliste israélien. Il participe à des compétitions sur route et sur piste. 

## Palmarès sur route

### Par année
- 2017
  -  Champion d'Israël du contre-la-montre juniors
- 2018
  -  Champion d'Israël du contre-la-montre espoirs
  - Apple Race :
    - Classement général
    - 1re et 4e étapes
- 2019
  -  Champion d'Israël du contre-la-montre espoirs
- 2021
  - 3e du championnat d'Israël du contre-la-montre espoirs
- 2022
  - Gal Vazana Park Eco Criterium
- 2023
  - 3e du Championnat du Pays de Waes

### Classements mondiaux
| Année                                 | 2018  | 2019  | 2020  | 2021  | 2022  | 2023 | 2024  |
| ------------------------------------- | ----- | ----- | ----- | ----- | ----- | ---- | ----- |
| Classement mondial                    | 1579e | 1627e | 1593e | 1440e | 2288e | nc   | 1766e |
| UCI Europe Tour                       | 1011e | 1080e | 1186e | 1025e | 1436e | nc   | nc    |
|                                       |       |       |       |       |       |      |       |
| Légende : nc = non classéSource : UCI |       |       |       |       |       |      |       |

## Palmarès sur piste

### Championnats nationaux
| - 2020 - Champion d'Israël de poursuite - Champion d'Israël d'omnium - 2e du championnat d'Israël du kilomètre - 2e du championnat d'Israël de scratch - 2022 - Champion d'Israël de course à l'élimination - Champion d'Israël de course aux points - 2e du championnat d'Israël de l'omnium - 2023 - Champion d'Israël de poursuite - Champion d'Israël de l'américaine (avec Amit Keinan) - 2e du championnat d'Israël de poursuite - 2e du championnat d'Israël de course à l'élimination - 3e du championnat d'Israël de l'omnium | - 2024 - Champion d'Israël de l'américaine (avec Vladislav Loginov) - 2025 - Champion d'Israël de poursuite - Champion d'Israël de course aux points - Champion d'Israël de l'américaine (avec Vladislav Loginov) - Champion d'Israël de l'omnium |  |